# Caixa Ontinyent
Caixa Ontinyent (nombre comercial de Caja de Ahorros y Monte de Piedad de Ontinyent) es una caja de ahorros española con sede en Onteniente (Valencia). Es, junto a Caixa Pollença, una de las dos cajas de ahorros españolas que existen en la actualidad; ya que no se vio afectada por la reestructuración del sector ocurrida tras la crisis financiera de 2008.

## Historia
Esta entidad fue fundada en 1884 en la localidad valenciana de Onteniente. Desde ese año hasta 1965 solo tuvo una única sucursal. A partir de entonces comenzó la expansión tanto por la ciudad de Onteniente como por las localidades limítrofes de la comarca del Valle de Albaida, en la provincia de Valencia. Su siguiente expansión fue por las comarcas de La Costera y La Safor, así como en la propia ciudad de Valencia. En los últimos años la caja ha enfocado su crecimiento territorial hacia las comarcas alicantinas de Cocentaina y la Hoya de Alcoy.

## Red de oficinas
A 31 de diciembre de 2023, Caixa Ontinyent contaba con 43 oficinas (todas en la Comunidad Valenciana) así como con 181 empleados a tiempo completo.

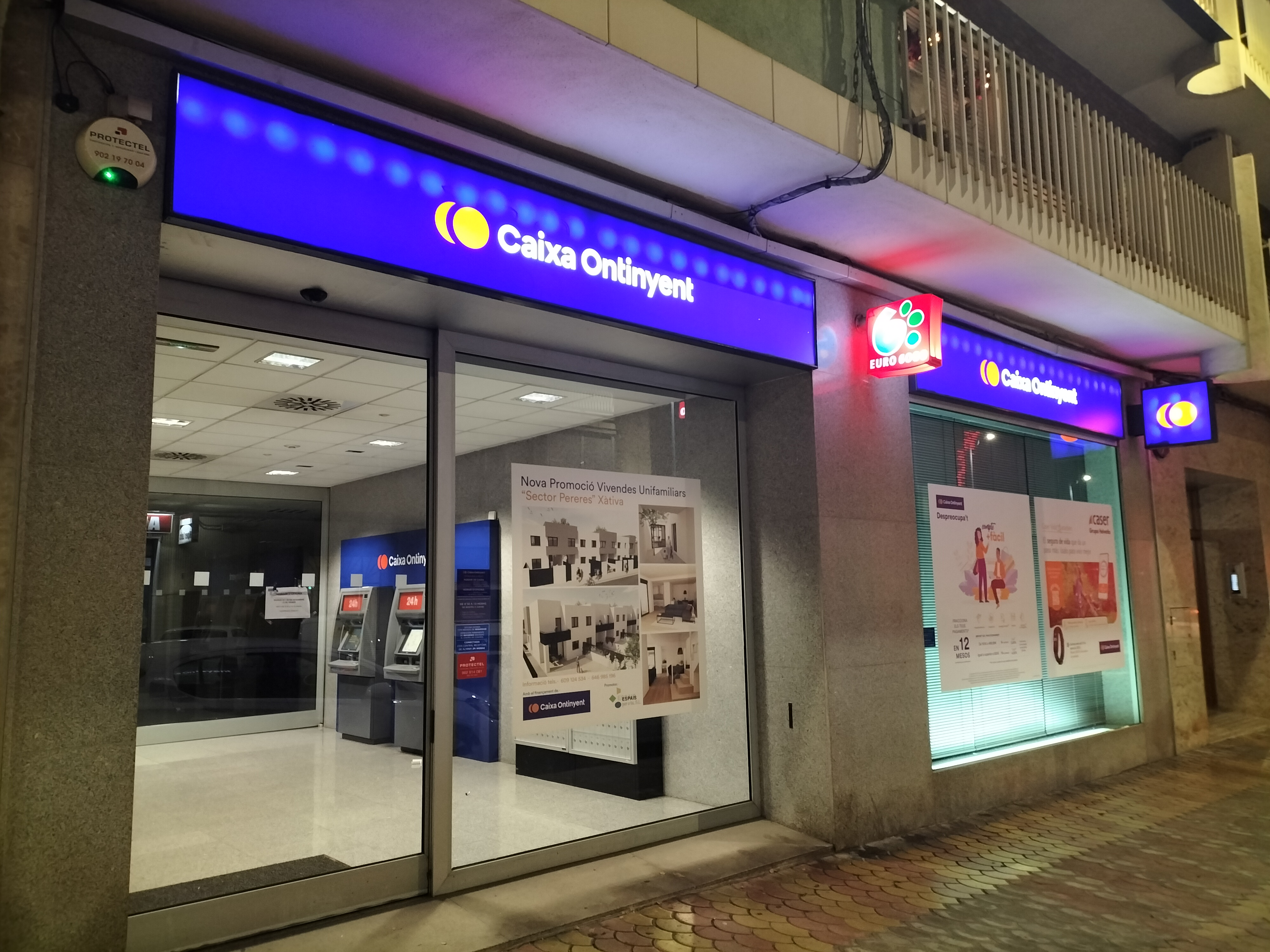
Oficina en Játiva.

Fuera de estas sucursales se puede operar en los cajeros pertenecientes a Servired en toda España y países pertenecientes a la eurozona.